# Mistrzostwa Europy Juniorów w Bobslejach 2024
Mistrzostwa Europy Juniorów w Bobslejach 2024 – zawody o tytuł mistrza Europy juniorów w bobslejach, które odbyły się w dniu 5 stycznia 2024 r. w niemieckim Altenbergu oraz w dniu 2 lutego 2024 r. w austriackim Igls. Zgodnie z programem mistrzostw zawody monobobu kobiet i dwójek mężczyzn zorganizowano na torze w Altenbergu, zaś dwójek kobiet i czwórek mężczyzn na torze w Igls. W każdej konkurencji wyłoniono także medalistów w kategorii U23.

## Wyniki

### Monobob kobiet
- Data: 5 stycznia 2024
- Miejscowość:  Altenberg

| Pozycja | U23    | Zawodniczka         | Reprezentacja | 1. ślizg | 1. ślizg | 2. ślizg | 2. ślizg | Czas łączny | Strata |
| Pozycja | U23    | Zawodniczka         | Reprezentacja | Czas     | Pozycja  | Czas     | Pozycja  | Czas łączny | Strata |
| ------- | ------ | ------------------- | ------------- | -------- | -------- | -------- | -------- | ----------- | ------ |
| złoto   | złoto  | Charlotte Candrix   | Niemcy        | 1:00.43  | 4.       | 1:00.86  | 1.       | 2:01.29     | –      |
| srebro  | –      | Kelly van Petegem   | Belgia        | 1:00.26  | 3.       | 1:01.14  | 2.       | 2:01.40     | +0.11  |
| brąz    | srebro | Viktória Čerňanská  | Słowacja      | 1:00.16  | 2.       | 1:01.34  | 3.       | 2:01.50     | +0.21  |
| 4.      | brąz   | Debora Annen        | Szwajcaria    | 1:00.10  | 1.       | 1:02.04  | 6.       | 2:02.14     | +0.85  |
| 5.      | 4.     | Diana Filipszki     | Niemcy        | 1:00.64  | 5.       | 1:01.65  | 5.       | 2:02.29     | +1.00  |
| 6.      | 5.     | Georgeta Popescu    | Rumunia       | 1:01.91  | 7.       | 1:01.47  | 4.       | 2:03.38     | +2.09  |
| 7.      | 6.     | Patrícia Tajcnárová | Czechy        | 1:01.00  | 6.       | 1:02.58  | 8.       | 2:03.58     | +2.29  |
| 8.      | –      | Lea Haslwanter      | Austria       | 1:02.46  | 8.       | 1:02.51  | 7.       | 2:04.97     | +3.68  |
| 9.      | 7.     | Maja Voigt          | Dania         | 1:02.72  | 10.      | 1:04.90  | 9.       | 2:07.62     | +6.33  |
| DNS     | –      | Inola Blatty        | Szwajcaria    | 1:02.56  | 9.       | DNS      | DNS      | —           | —      |

### Dwójki kobiet
- Data: 2 lutego 2024
- Miejscowość:  Innsbruck-Igls

| Pozycja | U23    | Zawodniczki                          | Reprezentacja | 1. ślizg | 1. ślizg | 2. ślizg | 2. ślizg | Czas łączny | Strata |
| Pozycja | U23    | Zawodniczki                          | Reprezentacja | Czas     | Pozycja  | Czas     | Pozycja  | Czas łączny | Strata |
| ------- | ------ | ------------------------------------ | ------------- | -------- | -------- | -------- | -------- | ----------- | ------ |
| złoto   | złoto  | Diana Filipszki Cynthia Kwofie       | Niemcy        | 53.32    | 1.       | 53.44    | 1.       | 1:46.76     | –      |
| srebro  | srebro | Charlotte Candrix Lena Brunnhübner   | Niemcy        | 53.43    | 2.       | 53.54    | 2.       | 1:46.97     | +0.21  |
| brąz    | brąz   | Debora Annen Julie Maria Leuenberger | Szwajcaria    | 53.64    | 3.       | 53.80    | 3.       | 1:47.44     | +0.68  |
| 4.      | 4.     | Leona Klein Sarah Neitz              | Niemcy        | 53.66    | 4.       | 53.82    | 4.       | 1:47.48     | +0.72  |
| 5.      | –      | Kelly van Petegem Jana Horemans      | Belgia        | 53.97    | 6.       | 54.04    | 5.       | 1:48.01     | +1.25  |
| 6.      | –      | Lea Haslwanter Ina Kannenberg        | Austria       | 53.87    | 5.       | 54.27    | 6.       | 1:48.14     | +1.38  |
| 7.      | 5.     | Loren Djolo Janna Doumpas            | Holandia      | 54.42    | 7.       | 54.34    | 7.       | 1:48.76     | +2.00  |
| 8.      | 6.     | Noemi Cavalleri Anna Costella        | Włochy        | 54.65    | 8.       | 54.77    | 8.       | 1:49.42     | +2.66  |
| 9.      | 7.     | Patrícia Tajcnárová Anna Skálová     | Czechy        | 54.66    | 9.       | 54.87    | 9.       | 1:49.53     | +2.77  |
| DNS     | –      | Robin Post Jaybre Wau                | Holandia      | DNS      | DNS      | —        | —        | —           | —      |

### Dwójki mężczyzn
- Data: 5 stycznia 2024
- Miejscowość:  Altenberg

| Pozycja | U23    | Zawodnicy                               | Reprezentacja | 1. ślizg | 1. ślizg | 2. ślizg | 2. ślizg | Czas łączny | Strata |
| Pozycja | U23    | Zawodnicy                               | Reprezentacja | Czas     | Pozycja  | Czas     | Pozycja  | Czas łączny | Strata |
| ------- | ------ | --------------------------------------- | ------------- | -------- | -------- | -------- | -------- | ----------- | ------ |
| złoto   | –      | Hans Peter Hannighofer Tim Becker       | Niemcy        | 55.29    | 1.       | 55.49    | 1.       | 1:50.78     | –      |
| srebro  | złoto  | Alexander Czudaj Jörn Wenzel            | Niemcy        | 55.79    | 5.       | 55.64    | 2.       | 1:51.43     | +0.65  |
| brąz    | –      | Timo Rohner Mathieu Hersperger          | Szwajcaria    | 55.72    | 4.       | 55.72    | 3.       | 1:51.44     | +0.66  |
| 4.      | –      | Mihai Tentea George Iordache            | Rumunia       | 55.62    | 3.       | 55.95    | 4.       | 1:51.57     | +0.79  |
| 5.      | –      | Laurin Zern Alexander Schaller          | Niemcy        | 55.61    | 2.       | 56.21    | 5.       | 1:51.82     | +1.04  |
| 6.      | –      | Jakob Mandlbauer Daiyehan Nichols-Bardi | Austria       | 56.26    | 6.       | 56.54    | 6.       | 1:52.80     | +2.02  |
| 7.      | –      | Andrei Turea Alexandru Cordoş           | Rumunia       | 56.42    | 7.       | 56.85    | 8.       | 1:53.27     | +2.49  |
| 8.      | srebro | Martin Kranz Martin Bertschler          | Liechtenstein | 56.63    | 8.       | 56.83    | 7.       | 1:53.46     | +2.68  |
| 9.      | brąz   | Andrei Nica Rareș Dincă                 | Rumunia       | 56.67    | 9.       | 57.79    | 10.      | 1:54.46     | +3.68  |
| 10.     | –      | Markus Kaiser Luca Volgger              | Austria       | 57.75    | 10.      | 57.62    | 9.       | 1:55.37     | +4.59  |

### Czwórki mężczyzn
- Data: 2 lutego 2024
- Miejscowość:  Innsbruck-Igls

| Pozycja | U23    | Zawodnicy                                                             | Reprezentacja | 1. ślizg | 1. ślizg | 2. ślizg | 2. ślizg | Czas łączny | Strata |
| Pozycja | U23    | Zawodnicy                                                             | Reprezentacja | Czas     | Pozycja  | Czas     | Pozycja  | Czas łączny | Strata |
| ------- | ------ | --------------------------------------------------------------------- | ------------- | -------- | -------- | -------- | -------- | ----------- | ------ |
| złoto   | –      | Laurin Zern Marvin Paul Alexander Schaller Marvin Orthmann            | Niemcy        | 51.28    | 1.       | 51.39    | 1.       | 1:42.67     | –      |
| srebro  | –      | Jakob Mandlbauer Adam Wiener Dominik Hanschitz Daiyehan Nichols-Bardi | Austria       | 51.35    | 2.       | 51.40    | 2.       | 1:42.75     | +0.08  |
| brąz    | złoto  | Kilian Rohn Joel Binggeli Linus Casutt Tobias Gnägi                   | Szwajcaria    | 51.83    | 3.       | 51.99    | 3.       | 1:43.82     | +1.15  |
| 4.      | srebro | Jan Scherrer Devin Hofer Lars Grüninger Nils Grüninger                | Szwajcaria    | 52.13    | 6.       | 52.01    | 4.       | 1:44.14     | +1.47  |
| 5.      | –      | Nils Reich Pascal Brunner Mario Aeberhard Joshua Eichenberger         | Szwajcaria    | 52.00    | 4.       | 52.18    | 5.       | 1:44.18     | +1.51  |
| 6.      | –      | Markus Kaiser Jonas Unterkircher Luca Volgger Lukas Zech              | Austria       | 52.02    | 5.       | 52.21    | 6.       | 1:44.23     | +1.56  |
| 7.      | –      | Martin Kranz David Tschofen Lorenz Lenherr Martin Bertschler          | Liechtenstein | 52.19    | 7.       | 52.33    | 7.       | 1:44.52     | +1.85  |
| 8.      | –      | Andrei Turea Valentin Bucur Alexandru Cordoş Călin Dumitrache         | Rumunia       | 52.60    | 8.       | NQ       | NQ       | 52.60       | —      |
| 9.      | brąz   | Andrei Nica Theodor Asurdoaie Alexandru Oleinic Rareș Dincă           | Rumunia       | 52.83    | 9.       | NQ       | NQ       | 52.83       | —      |

## Klasyfikacja medalowa
| Miejsce | Państwo       |   |   |   | Razem |
| ------- | ------------- | - | - | - | ----- |
| 1.      | Niemcy        | 7 | 3 | 0 | 10    |
| 2.      | Szwajcaria    | 1 | 1 | 5 | 7     |
| 3.      | Słowacja      | 0 | 1 | 1 | 2     |
| 4.      | Austria       | 0 | 1 | 0 | 1     |
| 4.      | Belgia        | 0 | 1 | 0 | 1     |
| 4.      | Liechtenstein | 0 | 1 | 0 | 1     |
| 7.      | Rumunia       | 0 | 0 | 2 | 2     |